# Mauerstraße 1 (Quedlinburg)

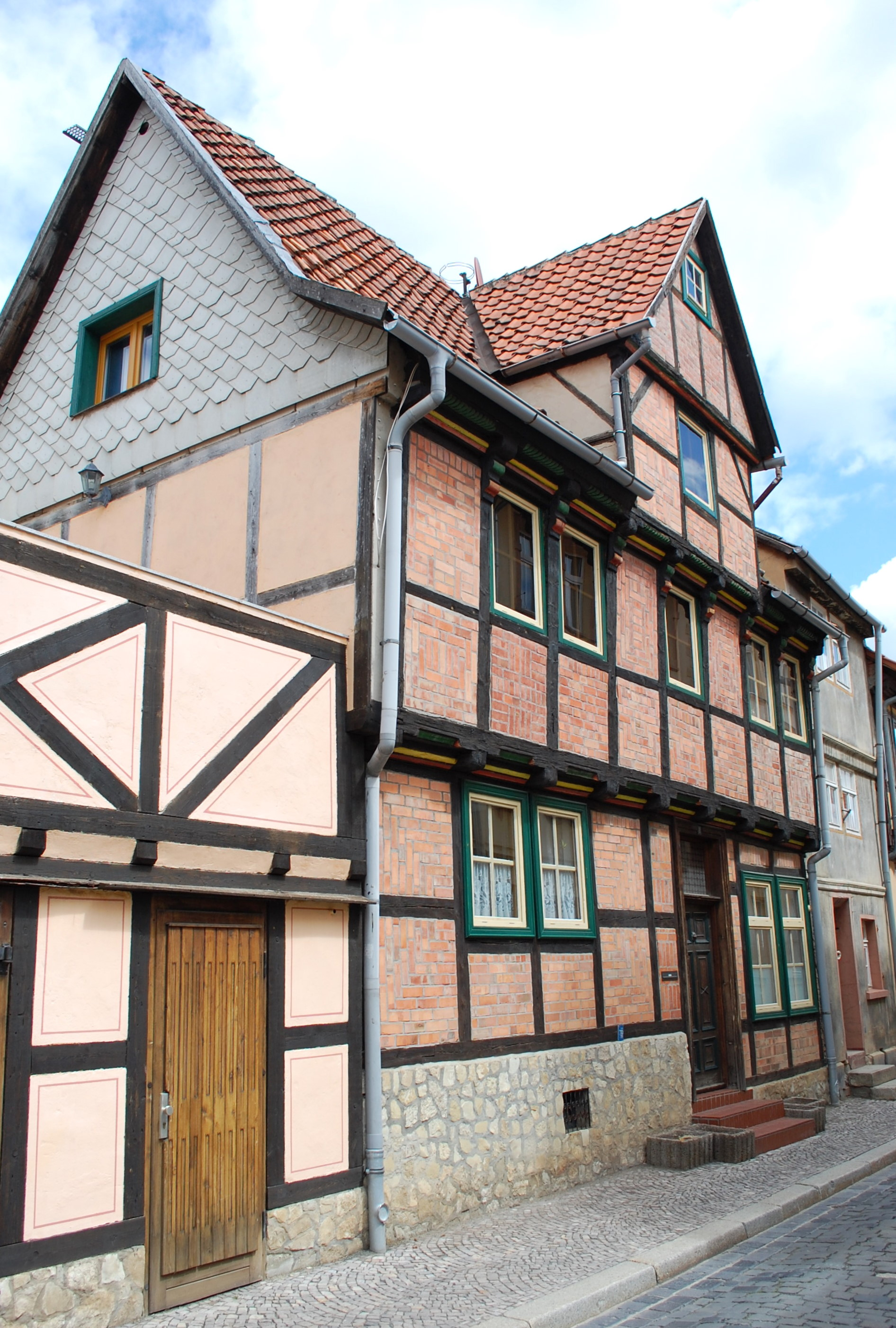
Mauerstraße 1

Das Haus Mauerstraße 1 ist ein denkmalgeschütztes Gebäude in der Stadt Quedlinburg in Sachsen-Anhalt. 
Es befindet sich östlich der historischen Quedlinburger Neustadt und gehört zum UNESCO-Weltkulturerbe. Das Gebäude ist im Quedlinburger Denkmalverzeichnis eingetragen.

## Architektur und Geschichte
Das in Fachwerkbauweise errichtete Wohnhaus entstand in der Zeit um 1660. Bei einer Sanierung des Gebäudes wurde das ursprüngliche Erscheinungsbild des Hauses verändert.
Das Obergeschoss des Hauses kragt über das Erdgeschoss über. Im Dachbereich befindet sich zur Straße hin ein Zwerchhaus. Bemerkenswert ist die erhaltene seltene Gestaltung der Schiffskehle an der Stockschwelle des Hauses. Am Traufgebälk ist darüber hinaus eine Verzierung mit Taustab erfolgt.